# Clásico de las águilas bicéfalas
El clásico o derbi de las águilas bicéfalas (en griego: Ντέρμπι των Δικέφαλων Αετών) es un partido de fútbol de gran rivalidad entre el AEK Atenas y PAOK Salónica FC.

## Historia
Ambos equipos tienen las mismas raíces, los refugiados de Constantinopla —AEK en Atenas y PAOK en Salónica— después de la Guerra greco-turca (1919-1922), la Catástrofe de Asia Menor y el intercambio de población. Ambos equipos usan el mismo emblema (un águila bicéfalas), para recordar el pasado del Imperio bizantino, pero en diferentes colores (negro y amarillo para el AEK, en blanco y negro para PAOK).
El primer partido entre los dos equipos tuvo lugar en el estadio Apostolos Nikolaidis durante la fase final del Campeonato Panhelénico 1930-31 (8 de marzo de 1931) y el marcador fue de empate a un gol.
El 6 de mayo de 2017 ambos equipos se enfrentaron en la final de la Copa de Grecia. Horas antes del partido, una multitud de ambas hinchadas protagonizó una batalla campal en el estadio Panthessaliko de la final, en la localidad de Volos. Durante el partido continuaron los enfrentamientos y el lanzamiento de objetos al campo por parte de los hinchas radicales de ambos equipos. Finalmente, el PAOK conquistó el título al vencer por dos goles a uno.

## Estadísticas
| Títulos ganados           | Títulos ganados | Títulos ganados |
| Competición               | AEK FC          | PAOK FC         |
| ------------------------- | --------------- | --------------- |
| Superliga de Grecia       | 12              | 3               |
| Copa de Grecia            | 15              | 8               |
| Copa de la liga de Grecia | 1               | –               |
| Supercopa Griega          | 2               | –               |
| Total                     | 30              | 11              |

|                                          | AEK victorias | Empates | PAOK victorias |
| ---------------------------------------- | ------------- | ------- | -------------- |
| Super League Greece (1959–60 - present)1 |               |         |                |
| AEK local                                | 46            | 10      | 7              |
| PAOK local                               | 13            | 22      | 29             |
| Total                                    | 59            | 32      | 36             |
| Copa de Grecia                           |               |         |                |
| AEK local                                | 4             | 2       | 2              |
| PAOK local                               | 3             | 1       | 8              |
| Neutral field                            | 3             | 0       | 2              |
| Total                                    | 10            | 3       | 12             |
| Total                                    |               |         |                |
|                                          | 69            | 35      | 48             |

- Récord de victorias en liga
  - AEK

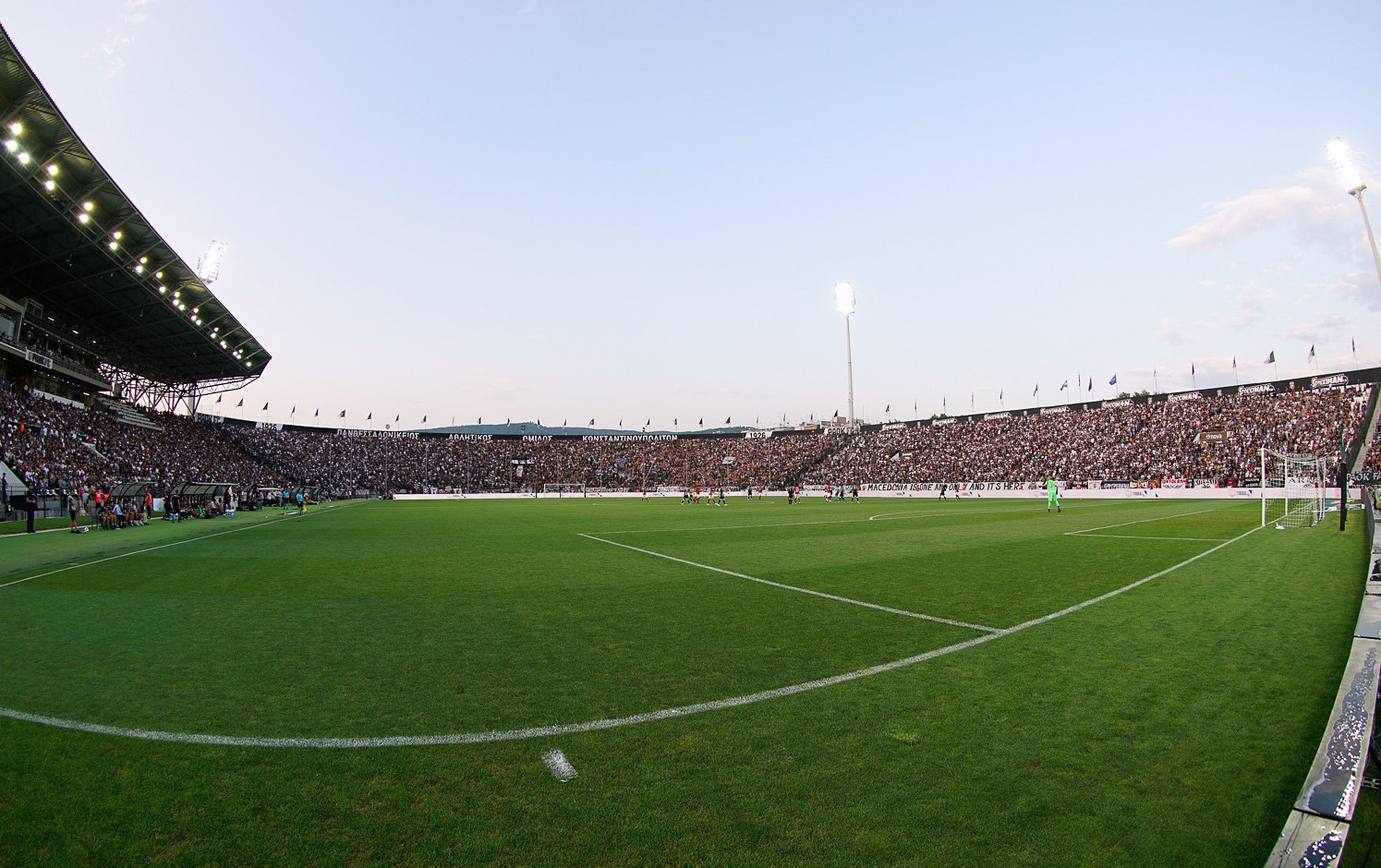
Toumba Stadium, home of PAOK

Entrance of Nikos Goumas Stadium

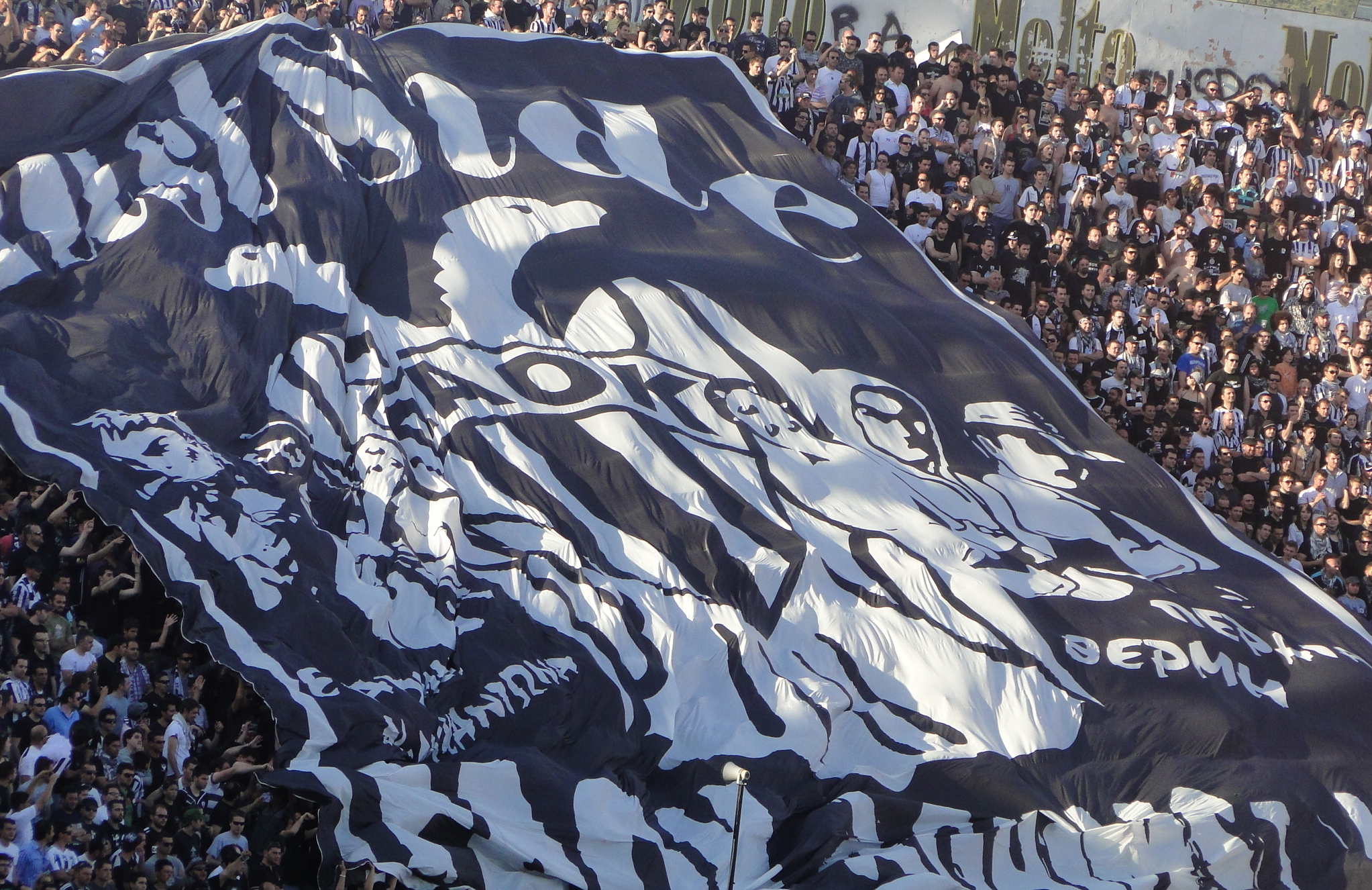
Aficionados del PAOK en La Tumba.

    - Local: AEK – PAOK 6–2, Estadio Nikos Goumas, 24 de abril de 1958 
(Tzanoulas 9', 21', 38', 74', Kanakis 73', Nestoridis 87' – Gientzis 23', Kiourtzis 54')
y AEK – PAOK 6–2, Estadio Nikos Goumas, 13 de mayo de 1962 
(Zangilos 16', Nestoridis 24', 90', Tsachouridis 58', Gouvas 60', Skevofilakas 74' – Giakoumis 2', 50')
y AEK – PAOK 6–2, Estadio Nikos Goumas, 8 de mayo de 2002
(Tsiartas 2', Nikolaidis 24', 53', Lakis 41', Konstantinidis 62', Ivić 90'+2' – Voskaridis 85', 89')
    - Visitante: PAOK – AEK 0–4, La Tumba, 13 de abril de 2008
(Papastathopoulos 20', Blanco 23', Liberopoulos 25', Kallon 82')

  - PAOK
    - Local: PAOK – AEK 5–0, La Tumba, 19 de diciembre de 1982
(Koudas 11', Kostikos 50', Dimopoulos 60', 69', 85')
    - Visitante: AEK – PAOK 1–3, Estadio Municipal de Corinto, 1 de mayo de 1983
(Pellios 33' p.p. – Vassilakos 61', 90'+1', Koudas 82')

- Récord de victorias en Copa
  - AEK
    - Local: AEK – PAOK 4–0, Estadio Nikos Goumas, 18 de abril de 1965
(Nestoridis 35' pen., 67', Papageorgiou 64', Papaioannou 89')
    - Visitante: PAOK – AEK 0–4, La Tumba, 6 de febrero de 2002
(Tsiartas 27' pen., Lakis 39', Nikolaidis 47', Ivić 89')

  - PAOK
    - Local: PAOK – AEK 6–1, La Tumba, 3 de febrero de 1982
(Koudas 8', Dimopoulos 27', 52', 72', Guerino 66', Siggas 69' – Mavros 25')
    - Visitante: AEK – PAOK 0–2, Estadio Municipal de Chalcis, 10 de junio de 1981
(Damanakis 52', Georgopoulos 81')

- Récord de asistencia
  - En Atenas
    - Liga griega: 54,800 Estadio Olímpico de Atenas, 14 de septiembre de 1985
    - Copa griega: 72,240 Estadio Olímpico de Atenas, 29 de junio de 1983

  - En Salónica
    - Liga griega: 45,252 La Tumba, 19 de diciembre de 1976
    - Copa griega: 44,045 La Tumba, 9 de febrero de 1977

## Partidos

### Campeonato Panhelénico (1927–28 - 1958–59)
|           | AEK – PAOK | AEK – PAOK | AEK – PAOK             | AEK – PAOK | AEK – PAOK | PAOK – AEK | PAOK – AEK | PAOK – AEK            | PAOK – AEK | PAOK – AEK |
| --------- | ---------- | ---------- | ---------------------- | ---------- | ---------- | ---------- | ---------- | --------------------- | ---------- | ---------- |
| Temporada | Jornada    | Fecha      | Estadio                | Asist.     | Marcador   | Jornada    | Fecha      | Estadio               | Asist.     | Marcador   |
| 1930–31   | 3          | 08–03–1931 | Ap. Nikolaidis Stadium | N/A        | 1–1        | 13         | 12–07–1931 | Iraklis Stadium       | N/A        | 1–2        |
| 1931–32   | 1          | 21–02–1932 | Ap. Nikolaidis Stadium | N/A        | 2–0        | 8          | 02–05–1932 | Sintrivani Stadium    | N/A        | 2–2        |
| 1935–36   | 10         | 22–03–1936 | Rouf Stadium           | N/A        | 2–0        | 5          | 02–02–1936 | Sintrivani Stadium    | N/A        | 4–1        |
| 1939–40   | 1          | 09–06–1940 | Estadio Nikos Goumas   | N/A        | 1–0        | 2          | 16–06–1940 | Sintrivani Stadium    | N/A        | 3–4        |
| 1953–54   | 5          | 16–05–1954 | Estadio Nikos Goumas   | N/A        | 3–1        | 9          | 20–06–1954 | Sintrivani Stadium    | N/A        | 2–2        |
| 1957–58   | 11         | 24–04–1958 | Estadio Nikos Goumas   | N/A        | 6–2        | 21         | 06–07–1958 | Kl. Vikelidis Stadium | N/A        | 1–1        |
| 1958–59   | 3          | 01–02–1959 | Estadio Nikos Goumas   | N/A        | 0–1        | 12         | 12–04–1959 | Sintrivani Stadium    | N/A        | 1–3        |

### Super League Greece (1959–60 - present)
|           | AEK – PAOK | AEK – PAOK | AEK – PAOK                 | AEK – PAOK | AEK – PAOK | PAOK – AEK | PAOK – AEK | PAOK – AEK               | PAOK – AEK | PAOK – AEK |
| --------- | ---------- | ---------- | -------------------------- | ---------- | ---------- | ---------- | ---------- | ------------------------ | ---------- | ---------- |
| Temporada | Jornada    | Fecha      | Estadio                    | Asist.     | Marcador   | Jornada    | Fecha      | Estadio                  | Asist.     | Marcador   |
| 1959–60   | 23         | 08–05–1960 | Estadio Nikos Goumas       | N/A        | 3–1        | 8          | 13–12–1959 | La Tumba                 | 14,230     | 1–2        |
| 1960–61   | 15         | 29–01–1961 | Estadio Nikos Goumas       | N/A        | 3–0        | 30         | 25–06–1961 | La Tumba                 | N/A        | 1–1        |
| 1961–62   | 26         | 13–05–1962 | Estadio Nikos Goumas       | N/A        | 6–2        | 11         | 10–12–1961 | La Tumba                 | 13,276     | 1–2        |
| 1962–63   | 26         | 05–05–1963 | Estadio Nikos Goumas       | 18,470     | 5–1        | 11         | 09–12–1962 | La Tumba                 | 14,442     | 0–3        |
| 1963–64   | 16         | 12–01–1964 | Estadio Nikos Goumas       | 18,762     | 3–1        | 1          | 15–09–1963 | La Tumba                 | 19,912     | 1–0        |
| 1964–65   | 11         | 20–12–1964 | Estadio Nikos Goumas       | 12,897     | 1–0        | 26         | 16–05–1965 | La Tumba                 | 9,377      | 1–1        |
| 1965–66   | 21         | 17–04–1966 | Estadio Nikos Goumas       | 9,814      | 5–1        | 6          | 02–01–1966 | La Tumba                 | 13,225     | 1–1        |
| 1966–67   | 20         | 12–03–1967 | Estadio Nikos Goumas       | 13,443     | 2–0        | 5          | 20–11–1966 | La Tumba                 | 19,640     | 1–0        |
| 1967–68   | 4          | 15–11–1967 | Estadio Nikos Goumas       | 12,295     | 2–0        | 21         | 25–02–1968 | La Tumba                 | 22,156     | 1–2        |
| 1968–69   | 4          | 20–10–1968 | Karaiskakis Stadium        | 26,336     | 0–1        | 21         | 23–02–1969 | La Tumba                 | 18,247     | 1–1        |
| 1969–70   | 8          | 23–11–1969 | Estadio Nikos Goumas       | 26,042     | 2–0        | 25         | 29–03–1970 | La Tumba                 | 21,716     | 4–0        |
| 1970–71   | 2          | 27–09–1970 | Estadio Nikos Goumas       | 29,406     | 2–0        | 19         | 07–02–1971 | La Tumba                 | 25,660     | 0–0        |
| 1971–72   | 1          | 19–09–1971 | Estadio Nikos Goumas       | 28,581     | 1–0        | 18         | 30–01–1972 | La Tumba                 | 35,411     | 2–0        |
| 1972–73   | 27         | 15–04–1973 | Estadio Nikos Goumas       | 29,654     | 0–2        | 10         | 03–12–1972 | La Tumba                 | 39,554     | 0–0        |
| 1973–74   | 26         | 07–04–1974 | Estadio Nikos Goumas       | N/A        | 0–0        | 9          | 02–12–1973 | La Tumba                 | 26,426     | 3–0        |
| 1974–75   | 29         | 04–05–1975 | Estadio Nikos Goumas       | 16,606     | 3–1        | 12         | 05–01–1975 | La Tumba                 | 39,017     | 1–1        |
| 1975–76   | 12         | 11–01–1976 | Kostas Davourlis Stadium   | 20,105     | 0–0        | 27         | 02–05–1976 | La Tumba                 | 45,010     | 1–0        |
| 1976–77   | 28         | 01–05–1977 | Estadio Nikos Goumas       | 22,161     | 1–0        | 11         | 19–12–1976 | La Tumba                 | 45,252     | 0–0        |
| 1977–78   | 33         | 14–05–1978 | Estadio Nikos Goumas       | 21,741     | 2–0        | 16         | 08–01–1978 | La Tumba                 | 17,552     | 1–1        |
| 1978–79   | 2          | 10–09–1978 | Estadio Nikos Goumas       | 27,854     | 3–2        | 19         | 11–02–1979 | La Tumba                 | 41,909     | 2–1        |
| 1979–80   | 20         | 10–02–1980 | Estadio Nikos Goumas       | 26,949     | 3–1        | 3          | 14–10–1979 | La Tumba                 | 24,082     | 4–0        |
| 1980–81   | 19         | 01–02–1981 | Estadio Nikos Goumas       | 21,973     | 4–0        | 2          | 14–09–1980 | Kaftanzoglio Stadium     | 36,964     | 1–2        |
| 1981–82   | 14         | 03–01–1982 | Estadio Nikos Goumas       | 23,915     | 1–1        | 31         | 09–05–1982 | La Tumba                 | 15,706     | 1–1        |
| 1982–83   | 27         | 01–05–1983 | Corinth Municipal Stadium  | 6,704      | 1–3        | 10         | 19–12–1982 | La Tumba                 | 10,468     | 5–0        |
| 1983–84   | 17         | 22–01–1984 | Estadio Nikos Goumas       | 14,517     | 4–0        | 2          | 11–09–1983 | Serres Municipal Stadium | 11,886     | 1–0        |
| 1984–85   | 5          | 04–11–1984 | Estadio Nikos Goumas       | 23,356     | 2–2        | 20         | 10–03–1985 | La Tumba                 | 40,506     | 1–1        |
| 1985–86   | 2          | 14–09–1985 | Estadio Olímpico de Atenas | 54,800     | 1–0        | 17         | 26–01–1986 | La Tumba                 | 24,113     | 2–1        |
| 1986–87   | 9          | 06–12–1986 | Estadio Olímpico de Atenas | 18,349     | 1–2        | 24         | 05–04–1987 | La Tumba                 | 14,167     | 1–0        |
| 1987–88   | 16         | 24–01–1988 | Estadio Nikos Goumas       | 26,217     | 1–0        | 1          | 06–09–1987 | La Tumba                 | 33,243     | 2–2        |
| 1988–89   | 30         | 21–05–1989 | Estadio Nikos Goumas       | 25,934     | 0–0        | 15         | 15–01–1989 | La Tumba                 | 31,969     | 0–1        |
| 1989–90   | 18         | 28–01–1990 | Estadio Nikos Goumas       | 18,255     | 2–1        | 1          | 17–09–1989 | La Tumba                 | 35,346     | 1–1        |
| 1990–91   | 12         | 28–04–1991 | Estadio Nikos Goumas       | 10,454     | 0–0        | 12         | 23–12–1990 | La Tumba                 | 13,782     | 1–1        |
| 1991–92   | 17         | 25–01–1992 | Estadio Nikos Goumas       | 9,562      | 3–1        | 34         | 07–06–1992 | La Tumba                 | 6,184      | 2–2        |
| 1992–93   | 11         | 29–11–1992 | Estadio Nikos Goumas       | 19,220     | 3–1        | 28         | 10–04–1993 | La Tumba                 | 9,267      | 2–1        |
| 1993–94   | 23         | 06–02–1994 | Estadio Nikos Goumas       | 9,479      | 2–0        | 6          | 25–09–1993 | La Tumba                 | 11,248     | 0–0        |
| 1994–95   | 3          | 18–09–1994 | Estadio Nikos Goumas       | 11,517     | 4–3        | 20         | 19–02–1995 | La Tumba                 | 13,509     | 1–1        |
| 1995–96   | 26         | 23–03–1996 | Estadio Nikos Goumas       | 7,700      | 4–0        | 9          | 06–11–1995 | La Tumba                 | 7,946      | 1–31       |
| 1996–97   | 31         | 04–05–1997 | Estadio Nikos Goumas       | 11,250     | 1–2        | 14         | 05–01–1997 | La Tumba                 | 24,056     | 0–0        |
| 1997–98   | 18         | 18–01–1998 | Estadio Nikos Goumas       | 22,129     | 3–0        | 1          | 31–08–1997 | La Tumba                 | 30,347     | 0–0        |
| 1998–99   | 26         | 18–04–1999 | Estadio Nikos Goumas       | 14,139     | 2–0        | 9          | 07–11–1998 | La Tumba                 | 13,535     | 2–1        |
| 1999–00   | 18         | 05–02–2000 | Estadio Nikos Goumas       | 10,082     | 2–0        | 1          | 20–09–1999 | La Tumba                 | 22,226     | 4–4        |
| 2000–01   | 29         | 19–05–2001 | Estadio Nikos Goumas       | 6,070      | 3–2        | 14         | 14–01–2001 | La Tumba                 | 7,038      | 2–1        |
| 2001–02   | 26         | 08–05–2002 | Estadio Nikos Goumas       | 11,079     | 6–2        | 13         | 27–01–2002 | La Tumba                 | 21,542     | 3–2        |
| 2002–03   | 9          | 01–12–2002 | Estadio Nikos Goumas       | 5,188      | 3–4        | 24         | 22–03–2003 | La Tumba                 | 11,340     | 0–1        |
| 2003–04   | 9          | 01–11–2003 | G. Pathiakakis Stadium     | 2,134      | 3–1        | 24         | 21–03–2004 | La Tumba                 | 24,829     | 3–2        |
| 2004–05   | 25         | 10–04–2005 | Estadio Olímpico de Atenas | 35,994     | 2–0        | 10         | 05–12–2004 | La Tumba                 | 9,568      | 1–1        |
| 2005–06   | 12         | 04–12–2005 | Estadio Olímpico de Atenas | 24,677     | 2–1        | 27         | 09–04–2006 | La Tumba                 | 10,367     | 2–1        |
| 2006–07   | 1          | 19–08–2006 | Estadio Olímpico de Atenas | 23,109     | 0–0        | 16         | 06–01–2007 | La Tumba                 | 15,686     | 2–0        |
| 2007–08   | 14         | 30–12–2007 | Estadio Olímpico de Atenas | 24,257     | 2–0        | 29         | 13–04–2008 | La Tumba                 | 11,569     | 0–4        |
| 2008–09   | 17         | 11–01–2009 | Estadio Olímpico de Atenas | 19,194     | 1–0        | 2          | 14–09–2008 | La Tumba                 | 25,203     | 1–1        |
| 2008–09   | p-o        | 20–05–2009 | Estadio Olímpico de Atenas | 14,831     | 3–1        | p-o        | 17–05–2009 | La Tumba                 | 28,703     | 0–1        |
| 2009–10   | 12         | 28–11–2009 | Estadio Olímpico de Atenas | 15,942     | 1–0        | 27         | 21–03–2010 | La Tumba                 | 18,589     | 0–1        |
| 2009–10   | p-o        | 28–04–2010 | Estadio Olímpico de Atenas | 11,807     | 0–0        | p-o        | 16–05–2010 | La Tumba                 | 25,303     | 1–0        |
| 2010–11   | 25         | 06–03–2011 | Estadio Olímpico de Atenas | 5,518      | 4–0        | 10         | 13–11–2010 | La Tumba                 | 18,453     | 2–1        |
| 2010–11   | p-o        | 15–05–2011 | Estadio Olímpico de Atenas | —          | 3–0        | p-o        | 18–05–2011 | La Tumba                 | 19,075     | 2–1        |
| 2011–12   | 19         | 29–01–2012 | Estadio Olímpico de Atenas | 6,110      | 0–2        | 4          | 25–09–2011 | La Tumba                 | 19,235     | 3–0        |
| 2011–12   | p-o        | 16–05–2012 | Estadio Olímpico de Atenas | 8,293      | 2–0        | p-o        | 02–05–2012 | La Tumba                 | 9,771      | 1–0        |
| 2012–13   | 22         | 16-02-2013 | Estadio Olímpico de Atenas | 15,105     |            | 7          | 20–10–2012 | La Tumba                 | 15,239     | 1–0        |

1 Partido suspendido en el minuto 72 (marcador: 1–3). Permaneció como resultado final.

### Copa de Grecia
| Temporada | Ronda            | AEK – PAOK | AEK – PAOK                 | AEK – PAOK | AEK – PAOK | PAOK – AEK | PAOK – AEK | PAOK – AEK | PAOK – AEK | PAOK – AEK |          |
| --------- | ---------------- | ---------- | -------------------------- | ---------- | ---------- | ---------- | ---------- | ---------- | ---------- | ---------- | -------- |
| Temporada | Ronda            | Fecha      | Estadio                    | Asist.     | Marcador   | Fecha      | Estadio    | Asist.     | Marcador   | Marcador   | Marcador |
| 1931–32   | Semifinal        | 18–10–1931 | Ap. Nikolaidis Stadium     | N/A        | 2–1        |            |            |            |            |            |          |
| 1938–39   | Final            | 28–05–1939 | Ap. Nikolaidis Stadium     | N/A        | 2–1        |            |            |            |            |            |          |
| 1963–64   | Octavos de final |            |                            |            |            | 24–05–1964 | La Tumba   | 9,061      | 0–3        | a.e.t.     |          |
| 1964–65   | Octavos de final | 18–04–1965 | Estadio Nikos Goumas       | 11,066     | 4–0        |            |            |            |            |            |          |
| 1970–71   | Semifinal        |            |                            |            |            | 26–05–1971 | La Tumba   | 28,815     | 3–2        |            |          |
| 1973–74   | Octavos de final |            |                            |            |            | 24–02–1974 | La Tumba   | 23,597     | 3–1        |            |          |
| 1976–77   | Octavos de final |            |                            |            |            | 09–02–1977 | La Tumba   | 44,045     | 2–1        |            |          |
| 1977–78   | Final            | 04–06–1978 | Karaiskakis Stadium        | 23,483     | 2–0        |            |            |            |            |            |          |
| 1979–80   | Octavos de final |            |                            |            |            | 20–02–1980 | La Tumba   | 28,151     | 1–0        |            |          |
| 1980–81   | Semifinal        | 10–06–1981 | Chalcis Munic. Stadium     | 12,736     | 0–2        | 03–06–1981 | La Tumba   | 26,674     | 1–0        |            |          |
| 1981–82   | Octavos de final | 24–02–1982 | Estadio Nikos Goumas       | 7,117      | 2–2        | 03–02–1982 | La Tumba   | 19,550     | 6–1        |            |          |
| 1982–83   | Final            | 29–06–1983 | Estadio Olímpico de Atenas | 72,240     | 2–0        |            |            |            |            |            |          |
| 1991–92   | Semifinal        | 15–04–1992 | Estadio Nikos Goumas       | 15,153     | 2–0        | 29–04–1992 | La Tumba   | 21,388     | 3–0        | a.e.t.     |          |
| 2001–02   | Cuartos de final | 30–01–2002 | Estadio Nikos Goumas       | 6,310      | 2–1        | 06–02–2002 | La Tumba   | 15,109     | 0–4        |            |          |
| 2002–03   | Semifinal        | 23–04–2003 | Estadio Nikos Goumas       | 10,082     | 0–1        | 07–05–2003 | La Tumba   | 8,363      | 1–1        |            |          |
| 2010–11   | Semifinal        | 02–03–2011 | Estadio Olímpico de Atenas | 16,928     | 0–0        | 16–03–2011 | La Tumba   | 23,105     | 0–1        |            |          |
| 2011–12   | Octavos de final |            |                            |            |            | 18–01–2012 | La Tumba   | 15,095     | 2–0        |            |          |

• Eliminatorias ganadas: AEK 8, PAOK 9.

## Goleadores
| AEK               | Liga | Copa | Total | PAOK                  | Liga | Copa | Total |
| ----------------- | ---- | ---- | ----- | --------------------- | ---- | ---- | ----- |
| Kostas Nestoridis | 14   | 3    | 17    | Neto Guerino          | 6    | 3    | 9     |
| Mimis Papaioannou | 12   | 3    | 15    | Christos Dimopoulos   | 4    | 5    | 9     |
| Thomas Mavros     | 8    | 4    | 12    | Giorgos Koudas        | 6    | 1    | 7     |
| Demis Nikolaidis  | 10   | 1    | 11    | Ioannis Giakoumis     | 6    | –    | 6     |
| Christos Kostis   | 7    | –    | 7     | Stavros Sarafis       | 5    | 1    | 6     |
| Vassilis Tsiartas | 5    | 2    | 7     | Vassilis Vassilakos 1 | 5    | –    | 5     |

1 Vassilis Vassilakos también marcó para el AEK contra el PAOK.

## Penaltis y tarjetas rojas
Incluyendo todos los partidos de Alpha Ethniki y Copa de Grecia desde 1959–60.
| Temporada        | Partido        | Penaltis para AEK (22) | Penaltis para PAOK (14) |
| ---------------- | -------------- | ---------------------- | ----------------------- |
| 1961–62          | PAOK – AEK 1–2 | Nestoridis 14'         | Kiourtzis 70'           |
| 1962–63          | AEK – PAOK 5–1 | Nestoridis 36'         |                         |
| 1964–65 (Cup)    | AEK – PAOK 4–0 | Nestoridis 35'         |                         |
| 1965–66          | AEK – PAOK 5–1 | Papaioannou 89'        |                         |
| 1969–70          | PAOK – AEK 4–0 | Karafeskos 53'         | Sarafis 4'              |
| 1973–74 (Cup)    | PAOK – AEK 3–1 |                        | Sarafis 80'             |
| 1975–76          | PAOK – AEK 1–0 |                        | Sarafis 18'             |
| 1976–77 (Cup)    | PAOK – AEK 2–1 | Intzoglou 57'          |                         |
| 1978–79          | PAOK – AEK 2–1 |                        | Guerino 48'             |
| 1980–81          | AEK – PAOK 4–0 | Mavros 69'             |                         |
| 1980–81 (Cup)    | PAOK – AEK 1–0 | Ardizoglou 82'         | Kostikos 38'            |
| 1981–82 (Cup)    | AEK – PAOK 2–2 | Mavros 25'             |                         |
| 1983–84          | AEK – PAOK 4–0 | Mavros 26'             |                         |
| 1989–90          | PAOK – AEK 1–1 |                        | Skartados 29'           |
| 1991–92          | AEK – PAOK 3–1 | Dimitriadis 70'        |                         |
| 1992–93          | AEK – PAOK 3–1 | Dimitriadis 1'         |                         |
| 1994–95          | AEK – PAOK 4–3 | Saravakos 5'           | Lagonidis 85'           |
| 1995–96          | AEK – PAOK 4–0 | Tsiartas 23'           |                         |
| 1998–99          | PAOK – AEK 2–1 |                        | Olivares 63'            |
| 1998–99          | AEK – PAOK 2–0 | Nikolaidis 45'         |                         |
| 1999–00          | PAOK – AEK 4–4 | Ćirić 1'               |                         |
| 2000–01          | PAOK – AEK 2–1 |                        | Frousos 80'             |
| 2000–01          | AEK – PAOK 3–2 | Tsiartas 13'           |                         |
| 2001–02 (Cup)    | PAOK – AEK 0–4 | Tsiartas 27'           |                         |
| 2001–02          | AEK – PAOK 6–2 |                        | Georgiadis 29'          |
| 2002–03          | AEK – PAOK 3–4 | Nikolaidis 45'+6'      |                         |
| 2004–05          | AEK – PAOK 2–0 |                        | Salpingidis 3'          |
| 2005–06          | PAOK – AEK 2–1 | Katsouranis 90'+1'     |                         |
| 2009–10 (p. off) | PAOK – AEK 1–0 | Scocco 50'             |                         |
| 2010–11          | PAOK – AEK 2–1 | Leonardo 68'           |                         |
| 2010–11 (p. off) | PAOK – AEK 2–1 |                        | Vitolo 37'              |
| 2011–12 (Cup)    | PAOK – AEK 2–0 |                        | Lino 33'                |

| Temporada        | Partido        | Tarjetas rojas AEK (12)  | Tarjetas rojas PAOK (17)         |
| ---------------- | -------------- | ------------------------ | -------------------------------- |
| 1976–77          | AEK – PAOK 1–0 |                          | Damanakis 44'                    |
| 1978–79          | PAOK – AEK 2–1 | Ravousis 40'             | Koudas 56'                       |
| 1989–90          | AEK – PAOK 2–1 | Peppes 89'               |                                  |
| 1990–91          | AEK – PAOK 0–0 | Karagiannis 75'          |                                  |
| 1992–93          | AEK – PAOK 3–1 | Karagiannis 78'          | Plitsis 86'                      |
| 1997–98          | AEK – PAOK 3–0 |                          | Kapetanopoulos 79' Zagorakis 88' |
| 1998–99          | PAOK – AEK 2–1 | Markos 62'               |                                  |
| 1999–00          | PAOK – AEK 4–4 | Bjeković 52'             |                                  |
| 2001–02 (Cup)    | PAOK – AEK 0–4 |                          | Koulakiotis 26'                  |
| 2003–04          | PAOK – AEK 3–2 | Kapsis 54'               |                                  |
| 2004–05          | AEK – PAOK 2–0 | Liberopoulos 28'         | Zografakis 28'                   |
| 2006–07          | AEK – PAOK 0–0 |                          | Arabatzis 87'                    |
| 2008–09          | AEK – PAOK 1–0 |                          | Contreras 66'                    |
| 2008–09 (p. off) | PAOK – AEK 0–1 | Georgeas 71' Hetemaj 84' |                                  |
| 2008–09 (p. off) | AEK – PAOK 3–1 |                          | Sorlin 44'                       |
| 2009–10 (p. off) | PAOK – AEK 1–0 |                          | Fotakis 90'+3'                   |
| 2010–11          | PAOK – AEK 2–1 | Manolas 78'              |                                  |
| 2010–11 (Cup)    | AEK – PAOK 0–0 |                          | Lino 74' Ivić 76'                |
| 2010–11 (p. off) | PAOK – AEK 2–1 | Makos 73'                | García 90'+3'                    |
| 2011–12 (p. off) | AEK – PAOK 2–0 |                          | García 65' Fotakis 78'           |
| 2012–13          | PAOK – AEK 1–0 |                          | Lawrence 69'                     |

## Emparejamientos en la Super Liga
| P. | 60 | 61 | 62 | 63 | 64 | 65 | 66 | 67 | 68 | 69 | 70 | 71 | 72 | 73 | 74 | 75 | 76 | 77 | 78 | 79 | 80 | 81 | 82 | 83 | 84 | 85 | 86 | 87 | 88 | 89 | 90 | 91 | 92 | 93 | 94 | 95 | 96 | 97 | 98 | 99 | 00 | 01 | 02 | 03 | 04 | 05 | 06 | 07 | 08 | 09 | 10 | 11 | 12 |
| -- | -- | -- | -- | -- | -- | -- | -- | -- | -- | -- | -- | -- | -- | -- | -- | -- | -- | -- | -- | -- | -- | -- | -- | -- | -- | -- | -- | -- | -- | -- | -- | -- | -- | -- | -- | -- | -- | -- | -- | -- | -- | -- | -- | -- | -- | -- | -- | -- | -- | -- | -- | -- | -- |
| 1  |    |    |    | 1  |    |    |    |    | 1  |    |    | 1  |    |    |    |    | 1  |    | 1  | 1  |    |    |    |    |    | 1  |    |    |    | 1  |    |    | 1  | 1  | 1  |    |    |    |    |    |    |    |    |    |    |    |    |    |    |    |    |    |    |
| 2  | 2  |    |    |    |    | 2  |    | 2  |    |    | 2  |    |    | 2  |    | 2  | 2  |    | 2  |    |    | 2  |    |    |    |    |    |    | 2  |    | 2  |    |    |    |    |    | 2  | 2  |    | 2  |    |    | 2  |    |    |    | 2  | 2  |    |    | 2  |    |    |
| 3  |    |    |    |    | 3  |    | 3  |    |    |    |    |    | 3  |    |    | 3  |    | 3  |    |    |    |    | 3  | 3  |    | 3  | 3  |    | 3  |    | 3  | 3  |    |    |    | 3  |    |    | 3  |    | 3  | 3  |    | 3  | 3  | 3  |    |    | 3  | 3  | 3  | 3  | 3  |
| 4  |    | 4  | 4  | 4  |    |    |    | 4  |    |    |    |    |    |    | 4  |    |    | 4  |    | 4  | 4  | 4  | 4  | 4  |    |    |    |    |    |    |    | 4  | 4  |    |    |    |    | 4  | 4  | 4  |    | 4  | 4  | 4  | 4  |    |    |    |    | 4  |    | 4  |    |
| 5  |    |    |    |    |    |    |    |    |    | 5  | 5  |    | 5  | 5  | 5  |    |    |    |    |    | 5  |    |    |    | 5  |    |    | 5  |    |    |    |    |    | 5  | 5  | 5  |    |    |    |    | 5  |    |    |    |    | 5  |    |    |    |    |    |    | 5  |
| 6  |    |    | 6  |    |    |    | 6  |    |    | 6  |    |    |    |    |    |    |    |    |    |    |    |    |    |    |    |    |    |    |    |    |    |    |    |    |    |    |    |    |    |    |    |    |    |    |    |    | 6  | 6  |    |    |    |    |    |
| 7  | 7  |    |    |    |    |    |    |    |    |    |    |    |    |    |    |    |    |    |    |    |    |    |    |    | 7  |    |    | 7  |    |    |    |    |    |    |    |    |    |    |    |    |    |    |    |    |    |    |    |    |    |    |    |    |    |
| 8  |    |    |    |    | 8  | 8  |    |    |    |    |    |    |    |    |    |    |    |    |    |    |    |    |    |    |    |    |    |    |    | 8  |    |    |    |    |    |    |    |    |    |    |    |    |    |    |    |    |    |    |    |    |    |    |    |
| 9  |    |    |    |    |    |    |    |    | 9  |    |    | 9  |    |    |    |    |    |    |    |    |    |    |    |    |    |    |    |    |    |    |    |    |    |    |    |    |    |    |    |    |    |    |    |    |    |    |    |    | 9  |    |    |    |    |
| 10 |    | 10 |    |    |    |    |    |    |    |    |    |    |    |    |    |    |    |    |    |    |    |    |    |    |    |    | 10 |    |    |    |    |    |    |    |    |    |    |    |    |    |    |    |    |    |    |    |    |    |    |    |    |    |    |
| 11 |    |    |    |    |    |    |    |    |    |    |    |    |    |    |    |    |    |    |    |    |    |    |    |    |    |    |    |    |    |    |    |    |    |    |    |    |    |    |    |    |    |    |    |    |    |    |    |    |    |    |    |    |    |
| 12 |    |    |    |    |    |    |    |    |    |    |    |    |    |    |    |    |    |    |    |    |    |    |    |    |    |    |    |    |    |    |    |    |    |    |    |    |    |    |    |    |    |    |    |    |    |    |    |    |    |    |    |    |    |
| 13 |    |    |    |    |    |    |    |    |    |    |    |    |    |    |    |    |    |    |    |    |    |    |    |    |    |    |    |    |    |    |    |    |    |    |    |    |    |    |    |    |    |    |    |    |    |    |    |    |    |    |    |    |    |
| 14 |    |    |    |    |    |    |    |    |    |    |    |    |    |    |    |    |    |    |    |    |    |    |    |    |    |    |    |    |    |    |    |    |    |    |    |    | 14 |    |    |    |    |    |    |    |    |    |    |    |    |    |    |    |    |
| 15 |    |    |    |    |    |    |    |    |    |    |    |    |    |    |    |    |    |    |    |    |    |    |    |    |    |    |    |    |    |    |    |    |    |    |    |    |    |    |    |    |    |    |    |    |    |    |    |    |    |    |    |    |    |
| 16 |    |    |    |    |    |    |    |    |    |    |    |    |    |    |    |    |    |    |    |    |    |    |    |    |    |    |    |    |    |    |    |    |    |    |    |    |    |    |    |    |    |    |    |    |    |    |    |    |    |    |    |    |    |
| 17 |    |    |    |    |    |    |    |    |    |    |    |    |    |    |    |    |    |    |    |    |    |    |    |    |    |    |    |    |    |    |    |    |    |    |    |    |    |    |    |    |    |    |    |    |    |    |    |    |    |    |    |    |    |
| 18 |    |    |    |    |    |    |    |    |    |    |    |    |    |    |    |    |    |    |    |    |    |    |    |    |    |    |    |    |    |    |    |    |    |    |    |    |    |    |    |    |    |    |    |    |    |    |    |    |    |    |    |    |    |

• Total: AEK 40 veces superior, PAOK 13 veces superior.

## Jugadores en ambos equipos
|  |  |  | Jugadores del PAOK al AEK - Goulios Arvanitis - Giorgos Mouratidis - Vassilis Georgopoulos - Dimitris Pittas - Vassilis Vassilakos - Paraschos Zouboulis - Theodoros Zagorakis - Dimitris Nalitzis - Vassilis Borbokis 1 - Ioannis Okkas - Koffi Amponsah - Ifeanyi Udeze - Pantelis Kafes |  |  |  | Jugadores del AEK al PAOK - Lakis Stergioudas - Triantafyllos Macheridis - Dimitris Markos - Pantelis Konstantinidis - Ilias Atmatsidis - Christos Maladenis - Vassilis Lakis - Vladan Ivić - Ilias Anastasakos - Bruno Cirillo - Arnaldo Edinho |  |  |  | Entrenadores en ambos equipos - Jenő Csaknády - Branko Stanković - Billy Bingham - Nikos Alefantos - Oleg Blokhin - Dušan Bajević - Ilie Dumitrescu - Fernando Santos - Giorgos Donis |

1 Vassilis Borbokis regresó al AEK en 2002 tras pasar por el PAOK.